# Maximiliano Urruti
Maximiliano Nicolás Urruti Mussa (Rosario, Santa Fe, 22 de febrero de 1991) es un futbolista argentino. Se desempeña como delantero y su equipo actual es New England Revolution, de la Major League Soccer.

## Vida personal
Maximiliano Nicolás Urruti Mussa es hijo de Juan José Urruti, exjugador de fútbol y actual director técnico de Asociación Atlética Banda Norte (Río Cuarto, Córdoba) y Claudia Mussa. Él tiene una hermana llamada Lorena. Su esposa se llama Ivon y tienen un hijo.  
En el plano profesional, posee una Green Card de los Estados Unidos que lo califica como jugador nacional para los propósitos de la lista de la Major League Soccer.

## Carrera
Empezó a jugar al fútbol con cinco años de edad, en el Club Defensores de Olivos, provincia de Buenos Aires. Se fue a vivir a Rosario, y pasó al Club Sagrado Corazón de Rosario hasta los 19 años. 

### Newell's Old Boys
Urruti comenzó su carrera en las divisiones inferiores de Newell's Old Boys en Rosario, Santa Fe, Argentina hasta que fue ascendido al equipo profesional en 2011. Debutó en Primera División el 14 de mayo de 2011 en el Torneo Clausura 2011 contra Racing Club entrando de titular, el partido se llevó a cabo en el Cilindro de Avellaneda y fue derrota para los rosarinos por 3 a 0.
El 20 de octubre de 2011 Urruti anotó su primer gol con Newell's en un empate 2-2 con Olimpo de Bahía Blanca. Terminó el Torneo Apertura 2011 con 1 gol a los 59' de juego en 7 apariciones y Newell's Old Boys terminó 18º en la tabla. Durante la temporada 2012 del Clausura, Urruti se estableció en el primer equipo. El 11 de febrero de 2012 Urruti anotó un gol en el empate 1-1 contra Estudiantes en el partido inaugural del Clausura. En su siguiente juego, volvió a anotar para darle a Newell's Old Boys una victoria por 1-0 sobre Argentinos Juniors. El 8 de abril de 2012 marcó en el minuto 89 para empatar 1-1 contra Godoy Cruz. Urruti terminó la temporada del Torneo Clausura 2012 con 6 goles en 19 apariciones, ayudando a Newell's a terminar en sexto lugar.
Antes de la temporada 2012-2013, el ex delantero de Newell, Ignacio Scocco, regresó al club cedido. Durante el Torneo Inicial 2012, Newell's terminó segundo en la liga, ya que Urruti hizo 14 apariciones, sin embargo, solo una de ellas fue un comienzo, ya que el regreso de Scocco redujo el tiempo de juego de Urruti. El 2 de marzo de 2013, Urruti anotó su primer gol de la final del Torneo y el primero de la temporada 2012-2013 en su conjunto, en la victoria por 2-0 contra Club Atlético Belgrano. Durante el Torneo Final 2013, Urruti anotó 5 goles en 14 apariciones para ayudar a Newell's a terminar en la cima de la tabla y convertirse en el campeón del Torneo Clausura 2013. El 29 de junio de 2013, Newell's se enfrentó al campeón del Torneo Inicial 2013, Vélez Sarsfield en la Superfinal. Urruti aparecería desde el banco, pero Vélez Sarsfield ganaría 1-0 para convertirse en campeón de la temporada 2012-2013 de Primera División. En la Copa Libertadores de América, Urruti hizo 6 apariciones y Newell's Old Boys  llegó a las semifinales, donde perdió 3-2 en los penales ante quien sería campeón, Atlético Mineiro. También anotó una vez en 2 apariciones en la Copa Argentina durante la temporada.

### Toronto FC
El 16 de agosto de 2013, Urruti firmó con el club Toronto FC de la Major League Soccer. Debutó con esa camiseta el 17 de agosto de 2013 en una derrota por 2-0 ante el Columbus Crew SC, cuando fue sustituto en la segunda mitad del juego por  Robert Earnshaw.

### Portland Timbers
El 9 de septiembre de 2013, Urruti fue traspasado a al Portland Timbers de Estados Unidos junto con un puesto en el roster internacional por el resto de la temporada 2013 a cambio de Bright Dike, una selección de primera ronda del SuperDraft de la MLS 2015 y una asignación de dinero. Urruti hizo su debut con Portland Timbers el 14 de septiembre de 2013, entrando como suplente en el empate 1-1 con Chivas USA. El 29 de septiembre de 2013, anotó su primer gol de los Timbers en la victoria por 1-0 sobre el Los Angeles Galaxy. Urruti terminó la temporada regular con 1 gol en 5 apariciones con Portland, ayudando a los Portland Timbers a terminar primeros en la Conferencia Oeste. Hizo 2 apariciones en los playoffs cuando Portland llegó a la final de conferencia, donde perdió ante Real Salt Lake 5-2 en total.
Urruti anotó su primer gol de la temporada 2014 el 5 de abril de 2014 en un empate 4-4 contra los rivales de la Copa Cascadia, Seattle Sounders FC. El 3 de mayo de 2014, Urruti anotó en el minuto 94 para darle a Portland Timbers una victoria por 3-2 sobre el D.C. United. Anotó un doblete el 24 de mayo de 2014 para dar a los Portland Timbers una victoria por 2-1 sobre el Columbus Crew SC. Urruti terminó la temporada con 10 goles y 2 asistencias en 30 apariciones en la temporada regular de la MLS. Sin embargo, los Portland Timbers no pudieron calificar para los playoffs, terminando sextos en la Conferencia Oeste, 1 punto detrás de los Vancouver Whitecaps FC en el último lugar para calificar. Durante la fase de grupos de la Liga de Campeones de la Concacaf 2014-2015, Urruti hizo 4 apariciones, anotó 3 goles y dio 1 asistencias, pero Portland Timbers no avanzó fuera del grupo.
El 4 de abril de 2015, Urruti anotó su primer gol de la temporada 2015 para ayudar a los Portland Timbers a lograr una victoria por 3-1 contra el FC Dallas. Marcó el único gol del partido el 27 de mayo de 2015 para darle a Portland una victoria por 1-0 sobre el D.C. United. El 16 de junio de 2015, Urruti anotó en la prórroga para ayudar a los Portland Timbers a derrotar a sus rivales Seattle Sounders FC por 3-1 en un partido de la Lamar Hunt U.S. Open Cup. Consiguió la titularidad en el próximo partido de copa de Portland, una derrota por 2-0 ante el Real Salt Lake. El 18 de octubre de 2015, Urruti anotó un gol y una asistencia cuando los Portland Timbers vencieron al  Los Angeles Galaxy 5-2. Terminó la temporada regular con 4 goles y 3 asistencias en 30 apariciones, ayudando a Portland Timbers a terminar tercero en la Conferencia Oeste. En el primer juego de los Portland Timbers de los playoffs, Urruti salió de la banca y anotó en el minuto 118 para nivelar el marcador en 2-2 con Sporting Kansas City y enviar el juego a la tanda de penales. Urruti convirtió su tiro penal para ayudar a Portland Timbers a ganar la tanda de penaltis por 7-6. Haría otras 4 apariciones como suplente en los playoffs cuando los Portland Timbers ganaron la MLS Cup 2015, derrotando al Columbus Crew SC 2-1 en la final.
Después de la temporada 2015, Portland Timbers rechazó la opción de contrato de Maximiliano Urrutia para el 2016.

### FC Dallas
El 11 de diciembre de 2015, FC Dallas seleccionó a Urruti con la primera selección del SuperDraft de la MLS 2015. El 6 de marzo de 2016, Urruti hizo su debut con FC Dallas en el partido inaugural de la temporada 2016, anotando una vez en la victoria por 2-0 contra el Philadelphia Union. Marcó su segundo gol con FC Dallas el 19 de marzo de 2016 en la victoria por 2-0 contra el Club de Foot Montréal. El 26 de marzo de 2016, Urruti hizo 3 goles en 4 partidos después de anotar en la victoria por 3-0 contra el D.C. United. El 29 de junio de 2016 anotó en la prórroga para darle a FC Dallas un 2-1 sobre los Colorado Rapids. El 8 de julio de 2016, anotó una vez para darle a FC Dallas una victoria por 1-0 sobre los San Jose Earthquakes. En el siguiente partido de FC Dallas, Urruti volvió a anotar en la victoria por 3-1 contra el Chicago Fire. El 31 de julio de 2016, Urruti anotó por tercer partido consecutivo de la Major League Soccer para ayudar a FC Dallas a vencer 2-0 a los Vancouver Whitecaps FC. Logró cuatro partidos consecutivos de la Major League Soccer con un gol el 13 de agosto de 2016, anotando una vez en un empate 2-2 con el Sporting Kansas City. Urruti terminó la temporada regular con 30 apariciones, 9 goles y 4 asistencias, ayudando a FC Dallas a ganar el MLS Supporters' Shield por tener la mayor cantidad de puntos durante la temporada regular. En el enfrentamiento de playoffs de FC Dallas con los Seattle Sounders FC, Urruti comenzó en ambas piernas y anotó en el segundo, pero FC Dallas perdió 4-2 en el global. Urruti también ayudó a FC Dallas a tener una carrera memorable en la Lamar Hunt U.S. Open Cup durante la temporada 2016. El 13 de septiembre de 2016, Urruti anotó dos veces cuando FC Dallas venció al New England Revolution 4-2 en la final. Urruti también hizo una aparición en la fase de grupos de la Liga de Campeones de la Concacaf 2016-17.
FC Dallas abrió la temporada 2017 de la Major League Soccer el 4 de marzo de 2017 con una victoria por 2-1 sobre el Los Angeles Galaxy, con Urruti anotando una vez en el partido. El 18 de marzo de 2017 anotó dos goles para darle a FC Dallas una victoria por 2-1 contra New England Revolution, una actuación que lo llevó a ser nombrado Jugador de la Semana de la Major League Soccer. El 6 de mayo de 2017, Urruti registró otro doblete cuando FC Dallas venció al Real Salt Lake por 3-0. Entre el 17 de junio de 2017 y el 4 de julio de 2017, marcó en cuatro partidos seguidos. Urruti terminó la temporada regular con 12 goles y 5 asistencias en 32 apariciones. A pesar de una temporada productiva de Urruti, FC Dallas terminó séptimo en la Conferencia Oeste y se perdió los playoffs. Urruti también anotó una vez e hizo 4 apariciones en la fase eliminatoria de la Liga de Campeones de la Concacaf 2016-17 cuando FC Dallas llegó a la semifinal, donde perdió 4-3 en el global ante el Club de Fútbol Pachuca.
En marzo, firmó un nuevo contrato con FC Dallas. FC Dallas abrió la temporada 2018 con juegos de la Liga de Campeones de la Concacaf 2018. Enfrentando a Tauro FC, Urruti comenzó ambas piernas y anotó una vez, pero Tauro FC avanzó en los goles a domicilio después de un marcador global de 3-3. El 18 de marzo de 2018, Urruti anotó su primer gol de la temporada en la Major League Soccer en la victoria por 3-0 sobre Seattle Sounders FC. Entre el 5 de mayo de 2018 y el 25 de mayo de 2018, Urruti anotó en cuatro partidos consecutivos. Logró un gol y una asistencia contra San Jose Earthquakes el 29 de agosto de 2018, pero FC Dallas perdería el partido 4-3. Terminó la temporada regular con 33 apariciones, 8 goles y 11 asistencias, lo que ayudó a FC Dallas a regresar a los playoffs después de terminar cuarto en la Conferencia Oeste. Urruti comenzaría el enfrentamiento de primera ronda de Dallas con los Portland Timbers, pero FC Dallas perdería 2-1.

### Montréal Impact
El 9 de diciembre de 2018, Maximiliano Urruti fue cambiado al Club de Foot Montréal a cambio de una selección de primera ronda en el SuperDraft de la MLS 2019 y $ 75,000 dólares  de asignación dirigida. Antes de la temporada 2019, Maximiliano Urruti firmó un nuevo contrato de tres años con una opción de equipo para la temporada 2022. Urruti hizo su debut en Club de Foot Montréal el 2 de marzo de 2019 en una victoria por 2-1 contra los San Jose Earthquakes. El 16 de marzo de 2019, registró su primera asistencia desde que se unió a Montreal, ayudando al Club de Foot Montréal a una victoria por 3-1 sobre Orlando City. El 8 de mayo de 2019, Urruti anotó su primer gol y también agregó una asistencia para darle al Club de Foot Montréal una victoria por 2-1 contra los New York Red Bulls. Terminó la temporada regular con 4 goles y 6 asistencias en 31 apariciones. Fue una temporada decepcionante de la Major League Soccer para el Club de Foot Montréal como equipo, perdiéndose los playoffs después de terminar noveno en la Conferencia Este. El Club de Foot Montréal disfrutó de una exitosa carrera en la copa durante la temporada, con Urruti apareciendo en los 6 juegos cuando el Club de Foot Montréal ganó el Campeonato Canadiense de Fútbol 2019, derrotando al Toronto FC en el último 3-1 en los penales después de jugar con un marcador global de 1-1.
El 29 de febrero de 2020, Urruti anotó en el minuto 80 para darle a Montreal una victoria por 2-1 contra el New England Revolution en su primer juego de la temporada de la Major League Soccer. Anotó dos veces el 6 de marzo de 2020 para darle al Club de Foot Montréal un empate 2-2 con el FC Dallas. Después de la semana 2, la temporada de la Major League Soccer se detuvo durante cuatro meses debido a la pandemia de COVID-19. La Major League Soccer volvió a jugar en julio con el MLS is Back Tournament y los partidos de la fase de grupos se contabilizan como partidos de la temporada regular. Urruti inició los 3 partidos de la fase de grupos para ayudar al Club de Foot Montréal a avanzar a la ronda eliminatoria. Salió de la banca en su enfrentamiento de ronda eliminatoria con Orlando City, una derrota por 1-0. El 17 de octubre de 2020, Urruti anotó en el minuto 80 para darle al Club de Foot Montréal una victoria por 2-1 contra el Inter de Miami. Urruti terminó la temporada corta con 15 apariciones, de 23 posibles, 5 goles y 2 asistencias, lo que ayudó al Club de Foot Montréal a clasificar para los playoffs. No apareció en el único partido de playoffs de Montreal, una derrota por 2-1 ante New England Revolution. En noviembre de 2020, Urruti se sometió a una cirugía de rodilla.

### Houston Dynamo
El 18 de enero de 2021, Urruti fue cambiado al Houston Dynamo junto con un puesto en la lista internacional de 2021 a cambio de Aljaž Struna y la selección de segunda ronda de Montréal en el SuperDraft de la MLS 2022.

## Estadísticas

### Clubes
Actualizado de acuerdo al último partido jugado el 9 de julio de 2025.
| Club                                  | Div.          | Temporada     | Liga  | Liga  | Liga   | Copas nacionales | Copas nacionales | Copas nacionales | Torneos internacionales | Torneos internacionales | Torneos internacionales | Total | Total | Total  |
| Club                                  | Div.          | Temporada     | Part. | Goles | Asist. | Part.            | Goles            | Asist.           | Part.                   | Goles                   | Asist.                  | Part. | Goles | Asist. |
| ------------------------------------- | ------------- | ------------- | ----- | ----- | ------ | ---------------- | ---------------- | ---------------- | ----------------------- | ----------------------- | ----------------------- | ----- | ----- | ------ |
| C. A. Newell's Old Boys Argentina     | 1.ª           | 2010-11       | 2     | 0     | 0      | —                | —                | —                | —                       | —                       | —                       | 2     | 0     | 0      |
| C. A. Newell's Old Boys Argentina     | 1.ª           | 2011-12       | 26    | 7     | 0      | —                | —                | —                | —                       | —                       | —                       | 26    | 7     | 0      |
| C. A. Newell's Old Boys Argentina     | 1.ª           | 2012-13       | 29    | 5     | 1      | 2                | 1                | 0                | 6                       | 0                       | 0                       | 37    | 6     | 1      |
| C. A. Newell's Old Boys Argentina     | Total club    | Total club    | 57    | 12    | 1      | 2                | 1                | 0                | 6                       | 0                       | 0                       | 65    | 13    | 1      |
| Toronto F. C. · Canadá                | 1.ª           | 2013          | 2     | 0     | 0      | —                | —                | —                | —                       | —                       | —                       | 2     | 0     | 0      |
| Toronto F. C. · Canadá                | Total club    | Total club    | 2     | 0     | 0      | 0                | 0                | 0                | 0                       | 0                       | 0                       | 2     | 0     | 0      |
| Portland Timbers Estados Unidos       | 1.ª           | 2013          | 7     | 1     | 0      | —                | —                | —                | —                       | —                       | —                       | 7     | 1     | 0      |
| Portland Timbers Estados Unidos       | 1.ª           | 2014          | 30    | 10    | 2      | 2                | 0                | 0                | 4                       | 3                       | 1                       | 36    | 13    | 3      |
| Portland Timbers Estados Unidos       | 1.ª           | 2015          | 35    | 5     | 3      | 2                | 1                | 0                | —                       | —                       | —                       | 37    | 6     | 3      |
| Portland Timbers Estados Unidos       | Total club    | Total club    | 72    | 16    | 5      | 4                | 1                | 0                | 4                       | 3                       | 1                       | 80    | 20    | 6      |
| F. C. Dallas Estados Unidos           | 1.ª           | 2016          | 32    | 10    | 3      | 5                | 3                | 0                | 1                       | 0                       | 0                       | 38    | 13    | 3      |
| F. C. Dallas Estados Unidos           | 1.ª           | 2017          | 32    | 12    | 4      | 1                | 0                | 0                | 4                       | 1                       | 0                       | 37    | 13    | 4      |
| F. C. Dallas Estados Unidos           | 1.ª           | 2018          | 34    | 8     | 11     | 1                | 0                | 0                | 2                       | 1                       | 0                       | 37    | 9     | 11     |
| F. C. Dallas Estados Unidos           | Total club    | Total club    | 98    | 30    | 18     | 7                | 3                | 0                | 7                       | 2                       | 0                       | 112   | 35    | 18     |
| C. F. Montreal · Canadá               | 1.ª           | 2019          | 31    | 4     | 6      | 6                | 0                | 2                | —                       | —                       | —                       | 37    | 4     | 8      |
| C. F. Montreal · Canadá               | 1.ª           | 2020          | 16    | 5     | 0      | —                | —                | —                | 2                       | 0                       | 0                       | 18    | 5     | 0      |
| C. F. Montreal · Canadá               | Total club    | Total club    | 47    | 9     | 6      | 6                | 0                | 2                | 2                       | 0                       | 0                       | 55    | 9     | 8      |
| Houston Dynamo F. C. Estados Unidos   | 1.ª           | 2021          | 30    | 7     | 1      | —                | —                | —                | —                       | —                       | —                       | 30    | 7     | 1      |
| Houston Dynamo F. C. Estados Unidos   | Total club    | Total club    | 30    | 7     | 1      | 0                | 0                | 0                | 0                       | 0                       | 0                       | 30    | 7     | 1      |
| Austin F. C. Estados Unidos           | 1.ª           | 2022          | 35    | 9     | 0      | 1                | 0                | 0                | —                       | —                       | —                       | 36    | 9     | 0      |
| Austin F. C. Estados Unidos           | 1.ª           | 2023          | 25    | 1     | 0      | 1                | 1                | 0                | 2                       | 0                       | 0                       | 28    | 2     | 0      |
| Austin F. C. Estados Unidos           | Total club    | Total club    | 60    | 10    | 0      | 2                | 1                | 0                | 2                       | 0                       | 0                       | 64    | 11    | 0      |
| C. A. Platense Argentina              | 1.ª           | 2024          | 3     | 0     | 0      | 5                | 0                | 0                | —                       | —                       | —                       | 8     | 0     | 0      |
| C. A. Platense Argentina              | Total club    | Total club    | 3     | 0     | 0      | 5                | 0                | 0                | 0                       | 0                       | 0                       | 8     | 0     | 0      |
| New England Revolution Estados Unidos | 1.ª           | 2025          | 17    | 2     | 0      | 1                | 0                | 0                | —                       | —                       | —                       | 18    | 2     | 0      |
| New England Revolution Estados Unidos | Total club    | Total club    | 17    | 2     | 0      | 1                | 0                | 0                | 0                       | 0                       | 0                       | 18    | 2     | 0      |
| Total carrera                         | Total carrera | Total carrera | 386   | 86    | 31     | 27               | 6                | 2                | 21                      | 5                       | 1                       | 434   | 97    | 34     |
| 1. 2. 3.                              |               |               |       |       |        |                  |                  |                  |                         |                         |                         |       |       |        |

## Palmarés

### Campeonatos nacionales
| Torneo                 | Club                    | País           | Año    |
| ---------------------- | ----------------------- | -------------- | ------ |
| Primera División       | C. A. Newell's Old Boys | Argentina      | F-2013 |
| MLS Cup                | Portland Timbers        | Estados Unidos | 2015   |
| U.S. Open Cup          | F. C. Dallas            | Estados Unidos | 2016   |
| MLS Supporters' Shield | F. C. Dallas            | Estados Unidos | 2016   |
| Campeonato Canadiense  | C. F. Montreal          | Canadá         | 2019   |